# UFC Fight Night: Cerrone vs. Miller
UFC Fight Night: Cerrone vs. Miller foi um evento de artes marciais mistas promovido pelo Ultimate Fighting Championship, ocorrido em 16 de julho de 2014 no Revel Casino em Atlantic City, New Jersey.

## Background
O evento é esperado para ter como evento principal a luta entre Donald Cerrone e Jim Miller.
John Howard era esperado para enfrentar Rick Story, porém Howard sofreu uma lesão e foi retirado do card. Seu lugar foi ocupado por Leonardo Mafra, retorna ao UFC após lutar no TUF Brasil.
Jim Alers era esperado para enfrentar Lucas Martins no evento, porém, uma lesão tirou Alers do evento e ele foi substituído por Alex White.

## Bônus da noite
- Luta da Noite:  John Lineker vs.  Alptekin Özkılıç
- Performance da Noite:  Donald Cerrone e  Lucas Martins